# Al-Faqih Lamin
Al-Faqih Lamin (segle xvii, va florir vers 1650-1656) fou imam dels amazics de Mauritània. Les djemaa (‘assemblees') es van reunir a la mort de l'imam Naser al-Din per escollir nou imam i l'elecció va recaure en al-Faqih Lamin, que tenia totes les qualitat d'un bon marabut, cultivat, bones maneres, pietós, modest i diplomàtic. Era d'origen Oulad Diman i es vinculava a Mohand Amrar per Sidi al-Falli, fill de Baba Ahmed, fill de Yakouben Allah, fill d'Atjfagha Ieddiman, fill d'Yakoub, fill d'Atjfagha Mussa, fill de Mohand Amghar (o Amrar).
Inicialment hi va haver una escaramussa amb alguns ferits; després va reorganitzar les tropes i va avançar contra els hassànides. El desplegament fou tant potent que els àrabs van decidir fer homenatge a l'imam que era de la casa de Sidi al-Falli, net de Diman, a diferència de Naser al-Din que era d'origen pur tachomcha. L'imam va acceptar aquesta submissió purament nominal; durant un temps es van tenir reunions de pau entre les dues parts i en una d'elles, el 1656, els tolba, descontents de la solució, el van declarar deposat i van proclamar a Qadi Othman, destacat a la batalla de Tirtillas de vers 1650.
El 1668, després de la derrota i mort del quart imam, al-Faquih va fugir del campament berber amb la seva família i servidors i es va refugiar amb els merafres. No torna a ser esmentat i no se sap quan va morir.